# Lannéanou
Lannéanou är en kommun i departementet Finistère i regionen Bretagne i västra Frankrike. Kommunen ligger i kantonen Plouigneau som tillhör arrondissementet Morlaix. År 2022 hade Lannéanou 341 invånare.

## Befolkningsutveckling
Antalet invånare i kommunen Lannéanou
Referens:INSEE